# Viticoltura in Albania
La viticoltura in Albania ha origini antiche, risalenti all'epoca illirica, ed è caratterizzata da una grande varietà di vitigni autoctoni che riflettono la diversità del territorio e il clima favorevole alla produzione vinicola. Negli ultimi decenni il settore vitivinicolo albanese ha conosciuto una significativa modernizzazione con investimenti nella qualità e nella valorizzazione delle varietà locali.

## Storia
La coltivazione della vite in Albania risale a oltre 3.000 anni fa con testimonianze che indicano la presenza di viticoltura già nell’epoca degli Illiri i quali utilizzavano l'uva per la produzione di vino e per scopi rituali. Durante il periodo dell'Impero Romano il vino albanese era apprezzato e commercializzato nelle province limitrofe. Nel Medioevo la viticoltura subì un declino a causa dell'influenza ottomana che scoraggiava il consumo di alcol, ma si mantenne in alcune aree rurali.
Durante il regime comunista (1944-1991) la produzione vinicola venne nazionalizzata e orientata verso quantità elevate piuttosto che sulla qualità. Con la caduta del regime il settore ha subito un crollo seguito da una lenta ripresa negli anni 2000 grazie a investimenti privati e a una maggiore attenzione alla qualità e alle tecniche di vinificazione moderne.

## Clima
L'Albania gode di un clima mediterraneo con influenze continentali nelle zone interne, caratterizzato da estati calde e inverni miti, condizioni ideali per la coltivazione della vite. Il territorio è prevalentemente collinare e montuoso, con suoli calcarei e argillosi che contribuiscono alla complessità aromatica dei vini prodotti. Le precipitazioni sono moderate e ben distribuite nel corso dell'anno favorendo la maturazione ottimale delle uve.

## Regioni vitivinicole
Le principali regioni vitivinicole dell'Albania si suddividono in quattro macroaree:
- Zona Costiera: comprende le zone delle città di Durazzo, Valona e Fier, caratterizzate da un clima caldo e umido, adatto alla produzione di vini bianchi freschi e aromatici[3].
- Zona Centrale: situata nell'entroterra, include Tirana e Elbasan, con suoli argillosi e calcarei che favoriscono la coltivazione di vitigni a bacca rossa[2].
- Zona Montuosa: comprende le zone settentrionali delle città di Scutari e Kukës, dove l'altitudine e le escursioni termiche contribuiscono alla produzione di vini strutturati e longevi[1].
- Zona Sud-orientale: confina con la Grecia e la Macedonia del Nord, ed è nota per la produzione di vini rossi intensi grazie al clima continentale e ai suoli ricchi di minerali[3].

## Vitigni

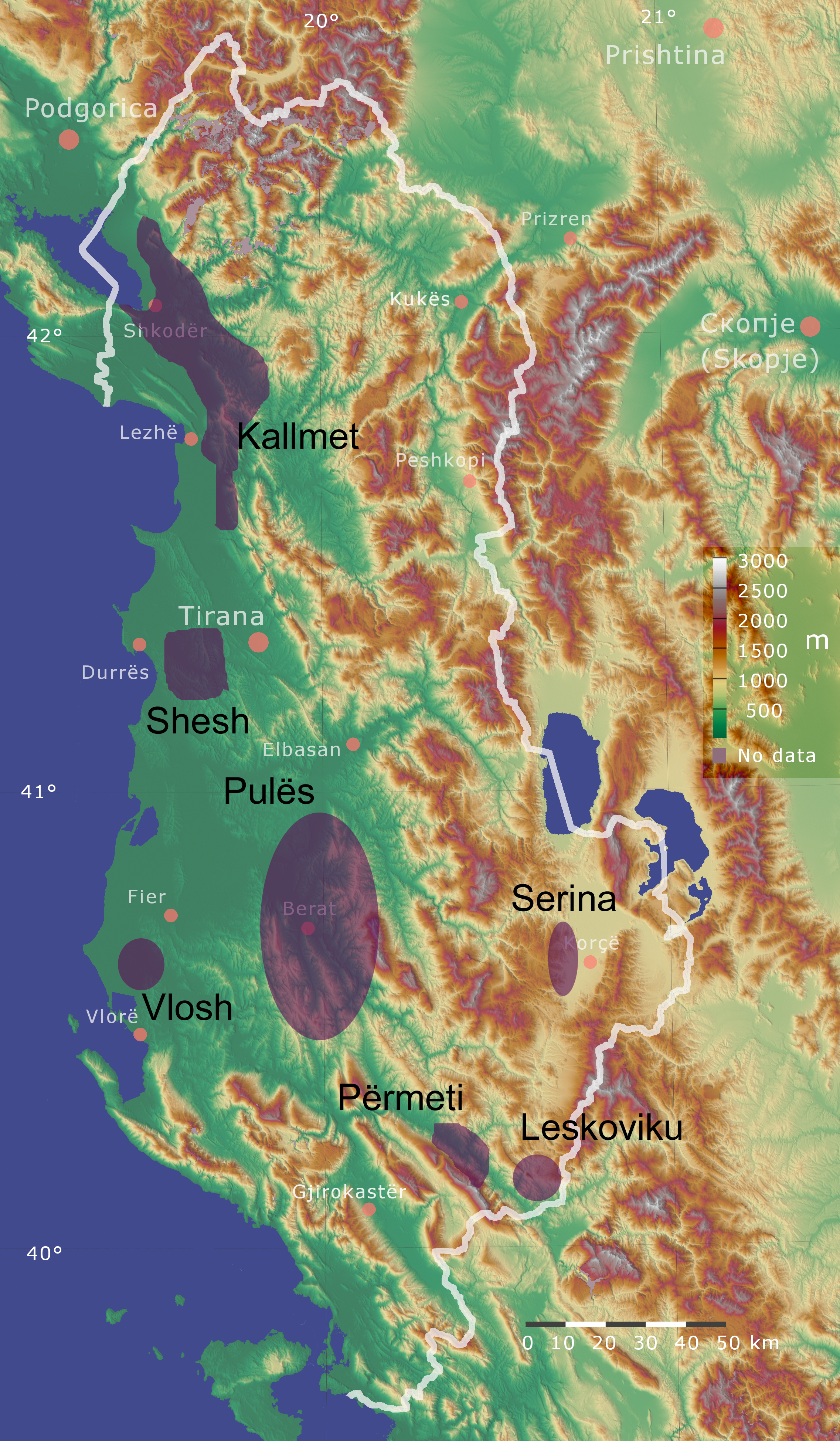
Mappa delle varietà di vitigni albanesi

L'Albania possiede un patrimonio ampelografico ricco di vitigni autoctoni, molti dei quali poco conosciuti al di fuori del paese. Tra i più importanti si annoverano:
- Shesh i Bardhë: vitigno a bacca bianca originario della zona di Tirana, utilizzato per la produzione di vini freschi e fruttati[1].
- Shesh i Zi: vitigno a bacca rossa diffuso nella zona centrale, noto per i suoi tannini morbidi e i profumi di frutti rossi[2].
- Kallmet: considerato il miglior vitigno autoctono a bacca rossa, coltivato nel nord del paese e impiegato nella produzione di vini strutturati e longevi[3].

## Vini
La produzione vinicola in Albania è in crescita e si concentra principalmente su vini rossi e bianchi di carattere mediterraneo. Tra i vini più rappresentativi troviamo il Kallmet, un vino rosso corposo e complesso, con note di frutti di bosco, spezie e una buona struttura tannica.
Negli ultimi anni l'Albania ha attirato l'interesse degli appassionati di vino grazie al recupero dei vitigni autoctoni e alla crescente qualità delle produzioni locali.